# Новоселівське (Сватівський район)
Новоселівське — селище в Україні, у Коломийчиській сільській територіальній громаді Сватівського району Луганської області.

## Історія
1 червня 1932 року із відділку радгоспу ім. Постишева Харківської області і відділу радгоспу «Тополі» Покровського району (х. Володимирівка) створено радгосп «Комсомолець». Селище радгоспу переросло в окремий населений пункт — Новоселівське. Радгосп мав 5924 га землі, в тому числі ріллі 4288. У 1934 р. організовано продуктивне стадо корів в 350 голів і невеличку свиноферму. Першим директором радгоспу був комуніст Пестов, секретарем партійної організації — Смоляков, комсоргом — Корзунецький М. Н., головним агрономом — Литовка Н. І..

### Російсько-українська війна
На початку листопада 2022 року селище звільнено від російської окупаціїВнаслідок російського вторгнення вся наявна інфраструктура та будинки в населеному пункті знищені, в ньому не залишилось жодного мешканця з близько 700 чоловік до початку бойових дій.
7 лютого 2023 поблизу селища відбувся бій.

## Населення

### Мова
Розподіл населення за рідною мовою за даними перепису 2001 року:
| Мова       | Кількість | Відсоток |
| ---------- | --------- | -------- |
| українська | 719       | 97.69%   |
| російська  | 15        | 2.04%    |
| румунська  | 1         | 0.14%    |
| білоруська | 1         | 0.13%    |
| Усього     | 736       | 100%     |